# Patrik Hedendahl
Ernst Albin Patrik Hedendahl, född 2 maj 1916 i Gestads församling i dåvarande Älvsborgs län, död 19 juni 1986 i Askims församling i Göteborgs och Bohus län, var en svensk ingenjör och direktör.
Patrik Hedendahl var son till bildhuggaren Harald Hedendahl och Elisabet Johannesson samt bror till Lisbeth Hedendahl och farbror till Linda Hedendahl. Han var anställd hos firma Friberg & Co i Göteborg 1932–1944 och avlade under denna tid ingenjörsexamen vid NKI 1942. Han innehade firma Elvärmetjänst från 1945 (blev ombud till Elvärme-verken AB 1948), Svensk elektronik regulator AB från 1949 och Lecab Rullbanor AB i Härryda från 1962. Engagerad inom Göteborgs bågskytteklubb innehade han en tid posten som styrelseordförande, men fick också Svenska Bågskytteförbundets förtjänstplakett.
Första gången var han gift med Gunborg Irene Hedendahl (1914–1974). De fick fyra barn: Florence (född 1941), Rigmor (född 1944), Lennart (född 1946) och Ralph (1955–1998). Äktenskapet upplöstes 1958.
Andra gången gifte han sig 1958 med Elisabeth Zithek (född 1931). De fick fyra barn: Mikael (född 1959), tvillingarna Björn och Rolf (födda 1962) samt dottern Nina (född 1965).
Han är begravd i minneslunden på Billdals kyrkogård i Askim.